# タラハチー郡 (ミシシッピ州)
タラハチー郡（英: Tallahatchie County）は、アメリカ合衆国ミシシッピ州の北西部、ミシシッピ・デルタ地域に位置する郡である。2010年国勢調査での人口は15,378人であり、2000年の14,903人から3.2%増加した。郡庁所在地はチャールストン市（人口2,193人）、およびサムナー町（人口316人）の2つである。

## 歴史
タラハチー郡は1833年12月31日に設立された。郡名はチョクトー族の言葉で「水の岩」を意味している。チャールストンとサムナーの2つの郡庁所在地があることでは、州内10郡の1つである。チャールストンが最初の郡庁所在地であり、サムナーは遅れて1872年に組織化された。
チャールストンは1832年に設立されたが、その歴史はそれ以前からあった。ティラトバ・クリークの支流沿いに5つの町からなる開拓地が成長していた。
1833年、郡領域が開拓者に開放された。当時はインディアン道しかない状況だった。開拓者の大半はミシシッピ川から越えてくるインディアン道であるチャーリーのトレースと呼ばれた道を通ってこの地域に入ってきて、現在レバレットがある場所当たりの丘陵に入植した。そこでは南からの道と交わり、現在チャールストンがある場所近くに通じていた。
ケンタッキー州からトマス・ベイリー大佐が入ってきて、約5マイル (8 km) 北東にあるクリークの北支流沿いに最初の開拓地を作った。後にジェイムズ・ベイリー、サミュエル・カルザーズ、ウィリアム・フレミング、M・ジョンソン、ウィリアム・ケンドリック、ロバート・スラッシャー、A・パターソン、キンチェン・メイヨーが加わり、クリーク沿いにジャンクションの方まで開拓地を広げた。プリディ、J・ヒューストン、ケイド・アルフォード、カーソンの家族によって別の開拓地が始まり、クリークに沿って3つの支流が集まる所へ開拓地を広げた。
このクリークの北支流に沿って現在ある町の西に、ディカーブとティラドバの町ができた。この2つの町はタラハチー郡の郡庁所在地になることを望んだが、ティラドバの町が指定された。1837年、警察理事会がティラドバの町を放棄する必要があると判断した。最初の5開拓地の中心にまだ入植されていない土地があった。この土地は1830年のダンシングラビット条約の条件により、グリーンウッド・レフロアに特許されたものだった。J・S・トップ社がこの土地を買収し、チャールストン（サウスカロライナ州のチャールストンに因んだ）の町の建設と、そこを恒久的な郡庁所在地にすることを提案した。1843年、再び郡庁所在地論争が燃え上がった。警察理事会は投票でチャールストンの案を捨てたが、その議長であるスティールがその議事録に対する署名を拒んだ。
1872年、J・B・サムナーがその場所に移転してきて、現在のサムナーの町を造った。当時その場所は深い森に覆われていた。サムナーは、鉄道の通行権、鉄道車庫、郡庁舎広場および監獄を建てるための土地を寄付した。翌年長老派教会のマリア教会が建設された。1885年に郵便局ができ、1900年には町が法人化された。
1882年から1884年に破壊的な洪水や川水の溢れによって、サムナー住民は物資補給のために船でウェッブ（当時はフッドと呼ばれていた）の町に行く必要があった。1931年から1933年、数千エーカーの農地を水没させ、多くの家産を破壊した洪水が起きた。
初代郡庁舎は1902年に建設されたが、1908年の火事で焼けた。この時は郡の記録が救われたが、1909年に事業地区全体が焼ける火事があり、全ての記録が失われた。

## 地理
アメリカ合衆国国勢調査局に拠れば、郡域全面積は652.08平方マイル (1,688.9 km2)であり、このうち陸地643.92平方マイル (1,667.7 km2)、水域は8.16平方マイル (21.1 km2)で水域率は1.25%である。

### 主要高規格道路
- アメリカ国道49号線
- ミシシッピ州道3号線
- ミシシッピ州道8号線
- ミシシッピ州道32号線
- ミシシッピ州道35号線

### 隣接する郡
- クイットマン郡 - 北
- パノラ郡 - 北東
- ヤロブシャ郡 - 東
- グレナダ郡 - 南東
- レフロア郡 - 南
- サンフラワー郡 - 南西
- コアホマ郡 - 北西

### 国立保護地域
- コールドウォーター川国立野生生物保護区（部分）
- タラハチー国立野生生物保護区（部分）

## 人口動態
以下は2000年の国勢調査による人口統計データである。
| 基礎データ - 人口: 14,903人 - 世帯数: 5,263 世帯 - 家族数: 3,826 家族 - 人口密度: 9人/km2（23人/mi2） - 住居数: 5,711軒 - 住居密度: 3軒/km2（9軒/mi2） 人種別人口構成（ ）内は2010年データ - 白人: 39.62 (42.12%) - アフリカン・アメリカン: 59.43% (56.93%) - ネイティブ・アメリカン: 0.09% (0.16%) - アジア人: 0.36% (0.32%) - その他の人種: 0.05% (0.02%) - 混血: 0.46% (0.46%) - ヒスパニック・ラテン系: 0.92% (0.89%) | 年齢別人口構成 - 18歳未満: 30.0% - 18-24歳: 10.0% - 25-44歳: 25.9% - 45-64歳: 20.9% - 65歳以上: 13.2% - 年齢の中央値: 33歳 - 性比（女性100人あたり男性の人口） - 総人口: 87.8 - 18歳以上: 84.4 世帯と家族（対世帯数） - 18歳未満の子供がいる: 34.0% - 結婚・同居している夫婦: 43.5% - 未婚・離婚・死別女性が世帯主: 23.5% - 非家族世帯: 27.3% - 単身世帯: 24.6% - 65歳以上の老人1人暮らし: 11.4% - 平均構成人数 - 世帯: 2.81人 - 家族: 3.36人 | 収入と家計 - 収入の中央値 - 世帯: 22,229米ドル - 家族: 26,509米ドル - 性別 - 男性: 24,766米ドル - 女性: 18,972米ドル - 人口1人あたり収入: 10,749米ドル（州内の郡では下から4番目、国内で同第46位） - 貧困線以下 - 対人口: 32.2% - 対家族数: 26.8% - 18歳未満: 43.8% - 65歳以上: 27.8% |

## 州政府の機関
ミシシッピ州矯正省のために民間のコレクションズ・コーポレイション・オブ・アメリカが運営する刑務所、タラハチー郡矯正施設が、郡内タットウィラーに近い未編入領域にある。2010年時点でこの刑務所はタラハチー郡の監獄として機能しており、またカリフォルニア州で刑の宣告を受けた囚人も収容している。

## 都市と町

### 都市
- チャールストン - 郡庁所在地

### 町
- サムナー - 郡庁所在地
- タットウィラー
- ウェッブ

### 村
- グレンドラ

### 未編入の町
| - ブラックバイユー - ブラジル - カッシラ - コワート | - エフィ - エニド - レバレット - ペインズ | - フィリップ - スワンレイク - ティーズデール - ティッポ | - バンス（一部はクィットマン郡） - ホワイトヘッド |

### 廃村
- ミッドウェイ

## 教育
郡内の公共教育は下記2つの教育学区が管轄している。
- 東タラハチー教育学区、チャールストン市
- 西タラハチー教育学区、ウェッブ町

私立学校としてはチャールストン市にストライダー・アカデミーがある。